# Oxwich Castle
Oxwich Castle är en borgruin i Wales i Storbritannien. Det ligger på Gowerhalvön i kommunen Swansea, 17 km väster om Swansea och 280 km väster om London. 
Slottet byggdes på 1500-talet i Tudorstil och ersatte en äldre befästning på samma plats.